# ميشيل بابلو
ميشيل بابلو (باليونانية: Μιχάλης Ράπτης)‏ هو كاتب وسياسي يوناني، ولد في 24 أغسطس 1911 بالإسكندرية في مصر، وتوفي في 17 فبراير 1996 بأثينا في اليونان بسبب سكتة.